# Šentožbolt
Šentožbolt is een plaats in Slovenië en maakt deel uit van de gemeente Lukovica in de NUTS-3-regio Osrednjeslovenska. De plaats telde 42 inwoners op 1 januari 2020.